# Sukarame (Belalau)
Sukarame is een bestuurslaag in het regentschap Lampung Barat van de provincie Lampung, Indonesië. Sukarame telt 1030 inwoners (volkstelling 2010).